# 공포의 밤
"공포의 밤"은 한국에서 제작된 손전 감독의 1952년 영화이다. 손전 등이 주연으로 출연하였고 손전 등이 제작에 참여하였다.

## 출연

### 주연
- 손전
- 추봉
- 송억

## 기타
- 녹음: 이경순